# Pico da Bandeira
Der Pico da Bandeira (übersetzt etwa „Fahnen-Spitze“) ist mit 2891,9 m der dritthöchste Berg Brasiliens. Der Pico da Bandeira befindet sich im Grenzgebiet der im Südosten Brasiliens gelegenen Bundesstaaten Minas Gerais und Espírito Santo im Gebirge Serra de Caparaó.
Aus kulturgeschichtlichen Gründen wurde der Pico da Bandeira lange für den höchsten Berg des Landes gehalten. Der Berg liegt im Gegensatz zum Pico da Neblina in einem für brasilianische Verhältnisse dicht besiedelten Gebiet und das Amazonastiefland wurde erst spät detailliert erforscht und vermessen. Ein anderer Effekt der zentralen Lage ist, dass er bei Bergsteigern des reichen Südostens beliebt und dank eingerichteter Infrastruktur der bestbesteigbare und bestbeschilderte Berg Brasiliens ist.
Die letzte Messung der Berghöhen in Brasilien erfolgte im Jahr 2004 via Satellit und brachte auch für den höchsten Berg des Landes, den Pico da Neblina, überraschend neue Höhenangaben (2994 m).